# Russell Carpenter
Russell Carpenter, né le 9 décembre 1950 à Van Nuys, Los Angeles, est un directeur de la photographie américain qui a collaboré à plusieurs reprises avec James Cameron. Il a été récompensé d'un Oscar pour son travail sur Titanic (1997).

## Filmographie

### Cinéma

#### Longs métrages
- 1983 : L'unique survivante (Sole Survivor) de Thom Eberhardt
- 1988 : Les Fantômes d'Halloween (Lady in White) de Frank LaLoggia
- 1988 : Critters 2 de Mick Garris
- 1989 : Cameron's Closet de Armand Mastroianni
- 1989 : The Wizard of Speed and Time de Mike Jittlov
- 1990 : Solar Crisis de Richard C. Sarafian
- 1990 : Coups pour coups (Death Warrant) de Deran Sarafian
- 1991 : L'Arme parfaite (The Perfect Weapon) de Mark DiSalle
- 1992 : Le Cobaye (The Lawnmower Man) de Brett Leonard
- 1992 : Simetierre 2 (Pet Sematary Two) de Mary Lambert
- 1993 : Chasse à l'homme (Hard Target) de John Woo
- 1994 : True Lies de James Cameron
- 1995 : L'Indien du placard (The Indian in the Cupboard) de Frank Oz
- 1997 : Argent comptant (Money Talks) de Brett Ratner
- 1997 : Titanic de James Cameron
- 1998 : Négociateur (The Negotiator) de F. Gary Gray
- 2000 : Charlie et ses drôles de dames (Charlie's Angels) de McG
- 2001 : L'Amour extra-large (Shallow Hal) de Peter et Bobby Farrelly
- 2003 : Charlie's Angels : Les Anges se déchaînent ! (Charlie's Angels: Full Throttle) de McG
- 2004 : Noël (Noel) de Chazz Palminteri
- 2005 : Sa mère ou moi ! (Monster-in-Law) de Robert Luketic
- 2007 : Awake de Joby Harold
- 2008 : Las Vegas 21 (21) de Robert Luketic
- 2009 : L'Abominable Vérité (The Ugly Truth) de Robert Luketic
- 2010 : Kiss and Kill de Nicole Kassell
- 2011 : A Little Bit of Heaven de Nicole Kassell
- 2012 : Target (This Means War) de McG
- 2013 : Jobs (jOBS) de Joshua Michael Stern
- 2014 : Locker 13 (film collectif)
- 2014 : Hors de portée (Beyond the Reach) de Jean-Baptiste Leonetti
- 2015 : Return to Sender de Fouad Mikati
- 2015 : Ant-Man de Peyton Reed
- 2015 : La Saison des femmes (Parched) de Leena Yadav
- 2017 : XXX: Reactivated (xXx: Return of Xander Cage) de D. J. Caruso
- 2019 : Noelle de Marc Lawrence
- 2020 : Avatar : La Voie de l'eau (Avatar: The Way of Water) de James Cameron
- 2025 : Avatar: Fire and Ash de James Cameron

#### Courts métrages
- 1990 : Redlands de John Brian King
- 1996 : T2 3-D: Battle Across Time de James Cameron
- 1997 : Ghosts de Stan Winston
- 2007 : Lucifer de Ray Griggs
- 2009 : Locker 13: Down and Out de Matthew Mebane
- 2014 : Sins of the Father de Rachel Howard
- 2016 : The Final Adventure of John & Eleanor Greene de Matthew Mebane et Maria White
- 2016 : The Calling: A Portrait of Life in the High Country de Tyler Stableford

### Télévision

#### Séries télévisées
- 1988 : Les Années coup de cœur (The Wonder Years)
- 2006 : Women in Law

#### Téléfilms
- 1993 : L'Attaque de la femme de 50 pieds (Attack of the 50 Ft. Woman) de Christopher Guest
- 2013 : Guilty de McG